# Reichsbahndirektion Greifswald

Die Reichsbahndirektion Greifswald (abgekürzt Rbd Greifswald) war ein Verwaltungsbezirk der Deutschen Reichsbahn, der von 1945 bis 1990 bestand.

## Geschichte

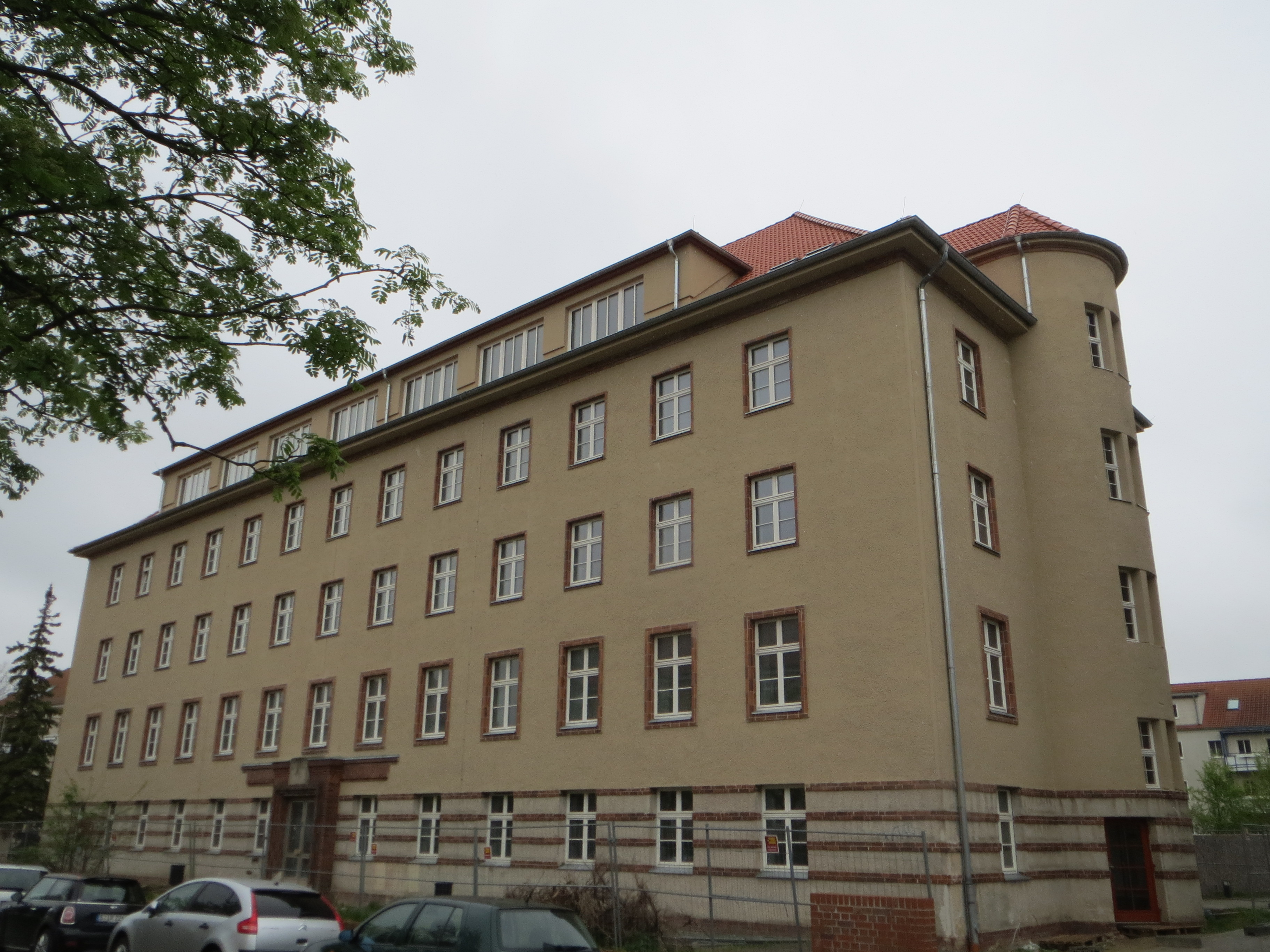
Hauptgebäude der ehem. Rbd Greifswald

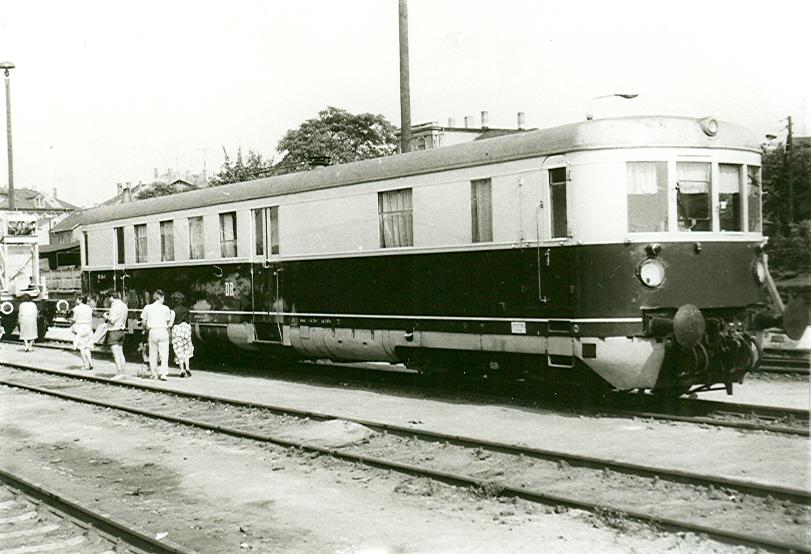
VT 137 099: Salonwagen des Präsidenten der Rbd Greifswald.

Die Reichsbahndirektion entstand am 6. Oktober 1945 auf Befehl der sowjetischen Besatzungsmacht durch die Verlegung der Reichsbahndirektion Stettin von Pasewalk nach Greifswald. Das Direktionsgebiet umfasste neben den in Sowjetischen Besatzungszone verbliebenen Strecken der Reichsbahndirektion Stettin auch  Teile der aufgelösten Reichsbahndirektion Osten und Gebietsabtretungen von der Reichsbahndirektion Schwerin. Das Direktionsgebiet vergrößerte sich am 1. April 1949 mit der Übernahme von zahlreichen Privat- und Kleinbahnen nochmals. Am 1. April 1955 erhielt Greifswald nochmals Strecken von Schwerin. Im Zuge der deutschen Wiedervereinigung wurde die Reichsbahndirektion Greifswald am 15. Oktober 1990 aufgelöst. Ihr Gebiet kam vollständig zur Reichsbahndirektion Schwerin.

## Einrichtungen

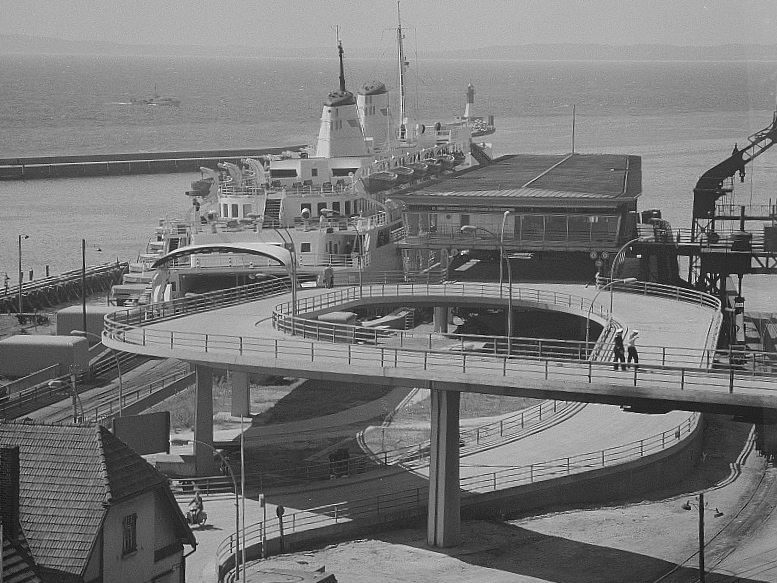
Fährhafen Sassnitz 1963

Nachgeordnete Dienststellen waren die Reichsbahnämter Stralsund, Neustrelitz und Pasewalk. Weiterhin verfügte die Rbd Greifswald bis in die 1960er Jahre über Reichsbahnausbesserungswerke (Raw) in Eberswalde und Greifswald sowie zwischen 1952 und 1970 das Raw Malchin. Das Raw Greifswald wurde in den 1960er Jahren zum Kraftwagenausbesserungswerk der Reichsbahn umgebaut und das Raw Malchin wurde zum 1. Januar 1971 zum Werkteil des Raw Eberswalde.
Die Eisenbahnfährverbindung Sassnitz–Trelleborg unterstand direkt der Leitung und Kontrolle der Reichsbahndirektion. Ab 1982 wurde der Fährkomplex Mukran als letztes großes Verkehrsbauvorhaben der DDR für die Eisenbahnfährverbindung ins litauische Klaipėda (dt. Memel) errichtet. Der Liniendienst wurde 1986 aufgenommen.

## Automatisierte Rangierbahnhöfe der Direktion (1970 bis 1990)
- Mukran, Richtungsgleise Normal und Breitspur, 4 Staffeln BGB-FEW 10,2 m, FEW-RGB, DKB
- Stralsund, Richtungsgleise, 1 Staffel EDG, DKB-Staffeln als RGB
- Pasewalk, zwei Ablaufberge mit Richtungsgleisen, 1 Staffel EDG und 2 Staffeln BGB-FEW 10,2 m
- Eberswalde, Richtungsgleise